# Centromerus ussuricus
Centromerus ussuricus là một loài nhện trong họ Linyphiidae.
Loài này thuộc chi Centromerus. Centromerus ussuricus được Kirill Yuryevich Eskov & Yuri M. Marusik miêu tả năm 1992.